# Andrei Vaștag
Andrei Ionuț Adrian Vaștag (n. 21 martie 1994, Reșița, Caraș-Severin, România) este un fotbalist român, care evoluează pe postul de mijlocaș defensiv la clubul din Liga a III-a, Metalurgistul Cugir.

## Viață personală
Andrei este fiul marelui fost boxer, Francisc Vaștag.